# Rhapis

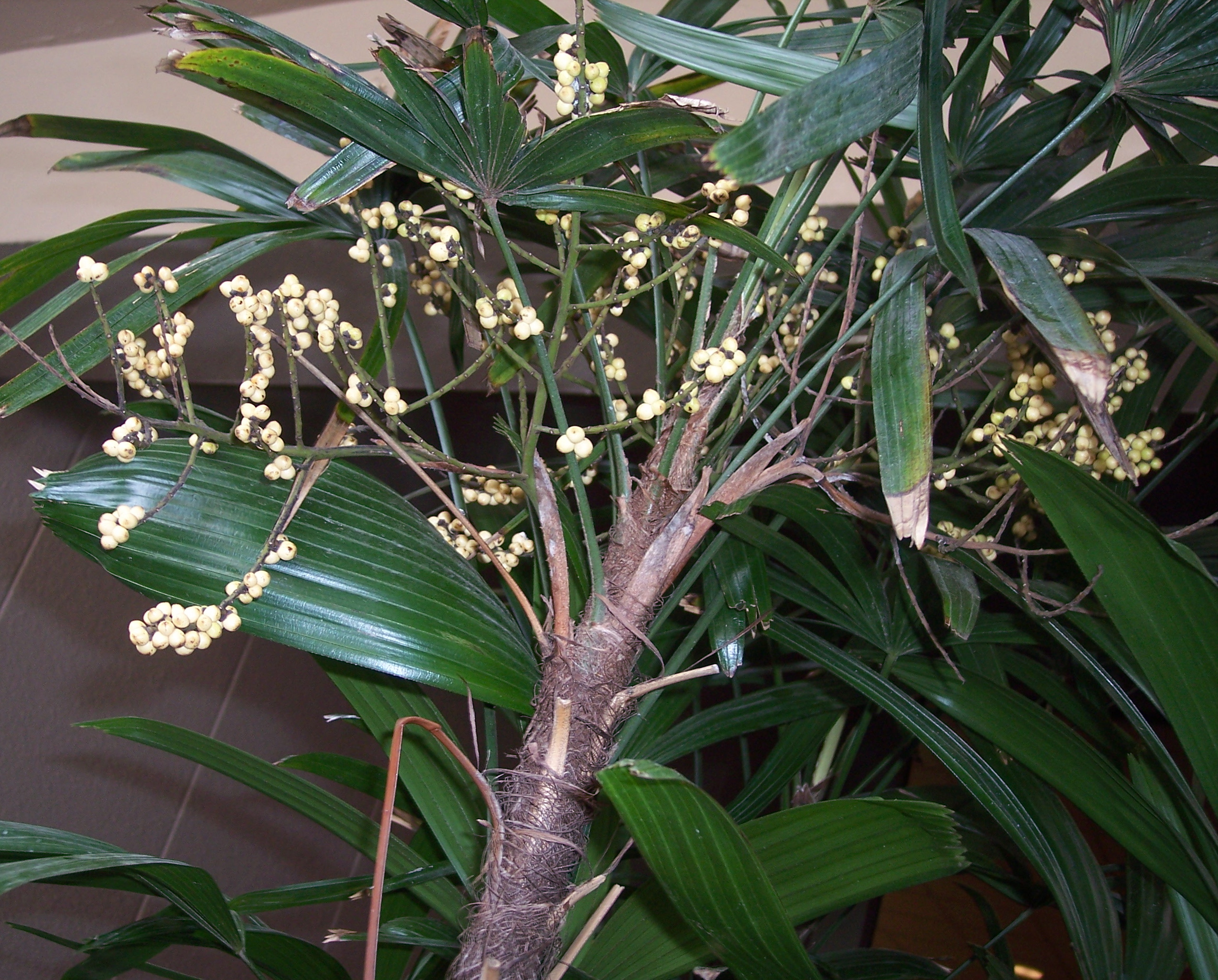
Frutos de Rhapis excelsa.

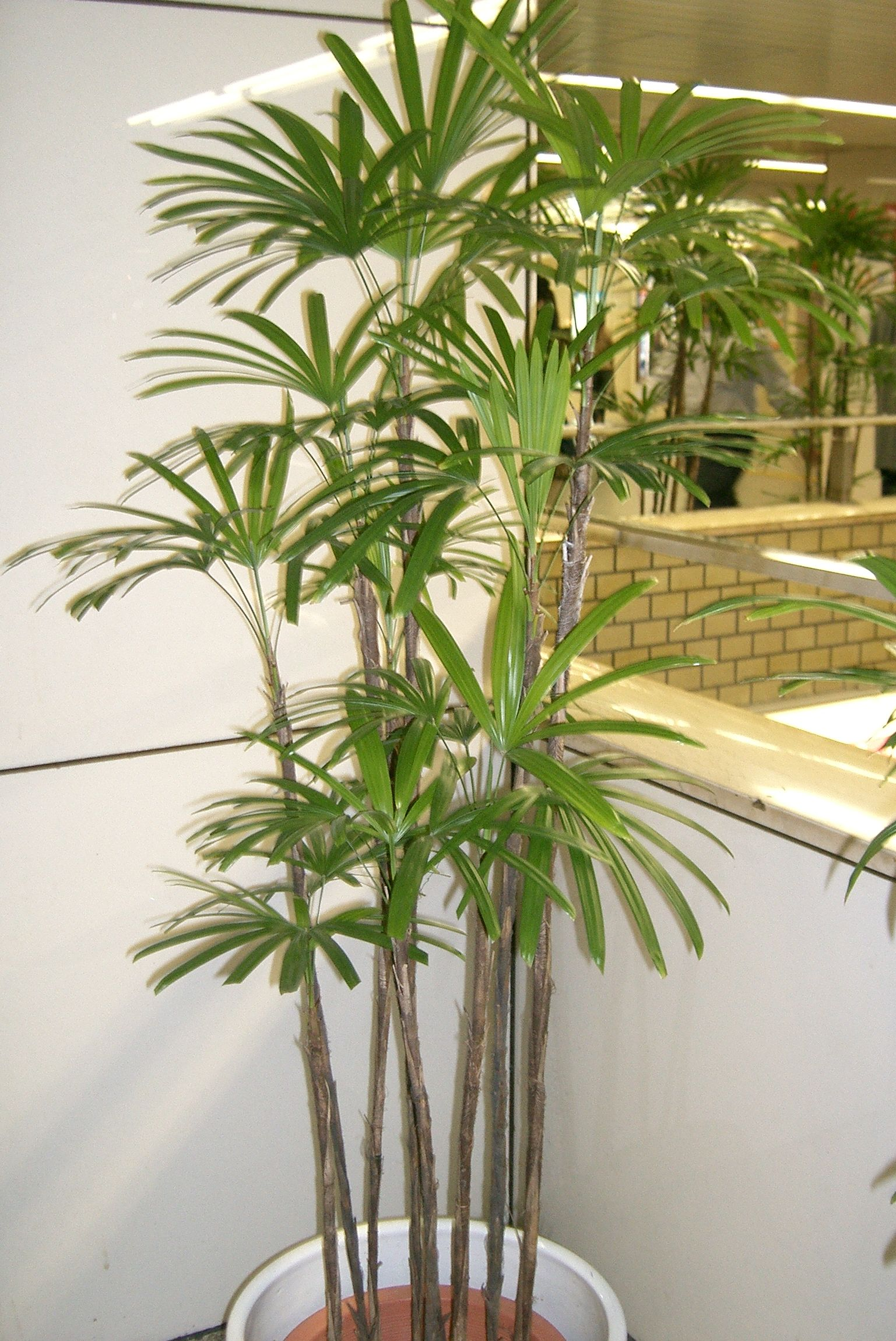
Rhapis humilis.

Rhapis L.f. ex Aiton é um género de pequenas palmeiras pertencente à família Arecaceae que inclui cerca de espécies com distribuição natural no sueste asiático (sul da China, Indochina e Japão). O género caracteriza-se pela presença de folhas frisadas e palmadas, com longo pecíolo, cuja divisão em segmentos ocorre entre as venações, resultando em formas que evocam um leque aberto. Muitas das espécies deste género são utilizadas como plantas ornamentais, em particular em decoração de interiores.

## Descrição
O género pertence à tribo Corypheae (palmeiras-leque), caracterizando-se por folhas com pecíolo nu, terminando em num leque arredondado de grande número de folíolos. As plantas têm caules finos, até 3–4 m de altura, ramificados na base, formando aglomerados. A maioria das espécies é dioica, com flores masculinas e femininas produzidas em plantas separadas.
O género Rhapis está intimamente relacionado com os géneros Maxburretia e Guihaia, com os quais forma um grupo com significado taxonómico entre as Thrinacinae, diferenciado pela presença de carpelos especializados.
O termo Rhapis (do grego rhapis; "cana") deve-se à estipe apresentar nós e entre-nós bem definidos, o que lhe confere um apecto morfológico próxino de uma cana.
A folhagem é considerada muito ornamental sendo utilizada em vasos ou grupos à meia-sombra em regiões tropicais e subtropicais quentes e em decoração de interiores. A suas flores e frutos possuem importância secundária. Existem formas com folhas variegadas e com folhas mais claras e mescladas.

## Espécies
O género Rhapis está inserido na subfamília Coryphoideae, tribo Trachycarpeae, subtribo Rhapidinae. A monofilia do taxon ainda não se encontra totalmente estabelecida, mas considera-se actualmente um grupo irmão de Guihaia. Na sua presente configuração o género inclui as seguintes espécies:
- Rhapis cochinchinensis (Lour.) Mart.
- Rhapis excelsa (Thunb.) A.Henry
- Rhapis gracilis Burret
- Rhapis humilis Blume
- Rhapis micrantha Becc.
- Rhapis multifida Burret
- Rhapis robusta Burret
- Rhapis siamensis Hodel
- Rhapis subtilis Becc.
- Rhapis vidalii Aver., T.H.Nguyên & P.K.Lôc

A publicação World Checklist of Selected Plant Families dos Royal Botanic Gardens, Kew inclui aind a espécie
Rhapis puhuongensis.